# Shanghai Airlines

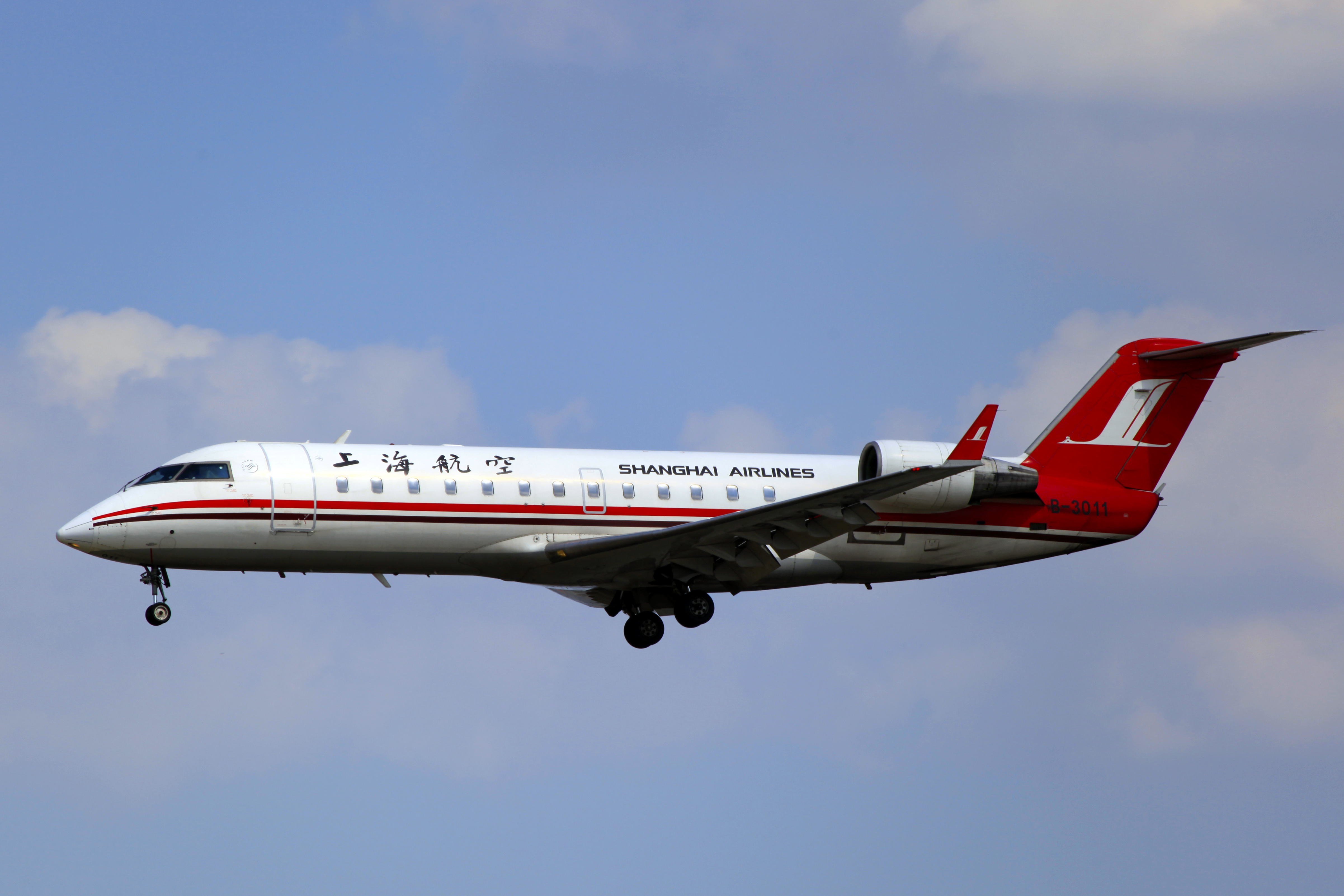
Canadair CRJ 200 der Shanghai Airlines

Shanghai Airlines (chinesisch 上海航空公司) ist eine chinesische Fluggesellschaft mit Sitz in Shanghai und Basis auf dem Shanghai Pudong International Airport. Sie ist eine Tochtergesellschaft der China Eastern und somit Mitglied der Luftfahrtallianz SkyTeam.

## Geschichte
Shanghai Airlines wurde 1985 von der Regionalverwaltung des Bezirks Shanghai gegründet, konnte allerdings erst ab 1988 Flüge durchführen. Sie ist Mitglied der chinesischen Luftfahrtallianz China Sky Aviation Enterprises Group und betreibt ein Tochterunternehmen namens China United Airlines mit Sitz am Flughafen Peking-Daxing.
Am 12. Oktober 2009 übernahm China Eastern Shanghai Airlines. Nach der Entscheidung der China Eastern, sich der Allianz SkyTeam anzuschließen, war der Verbleib der Shanghai Airlines in der Star Alliance zunächst zweifelhaft. Bis zum 31. Oktober 2010 verließ Shanghai Airlines die Star Alliance.
Im Oktober 2011 stornierte die Muttergesellschaft China Eastern einen Auftrag über 24 Boeing 787-8 aufgrund fortwährender Lieferverzögerungen, von denen neun für Shanghai Airlines bestimmt waren.

## Flugziele
Neben nationalen Verbindungen bietet Shanghai Airlines internationale Flüge von ihren beiden Drehkreuzen Shanghai-Hongqiao und Shanghai-Pudong an.

## Flotte

### Aktuelle Flotte

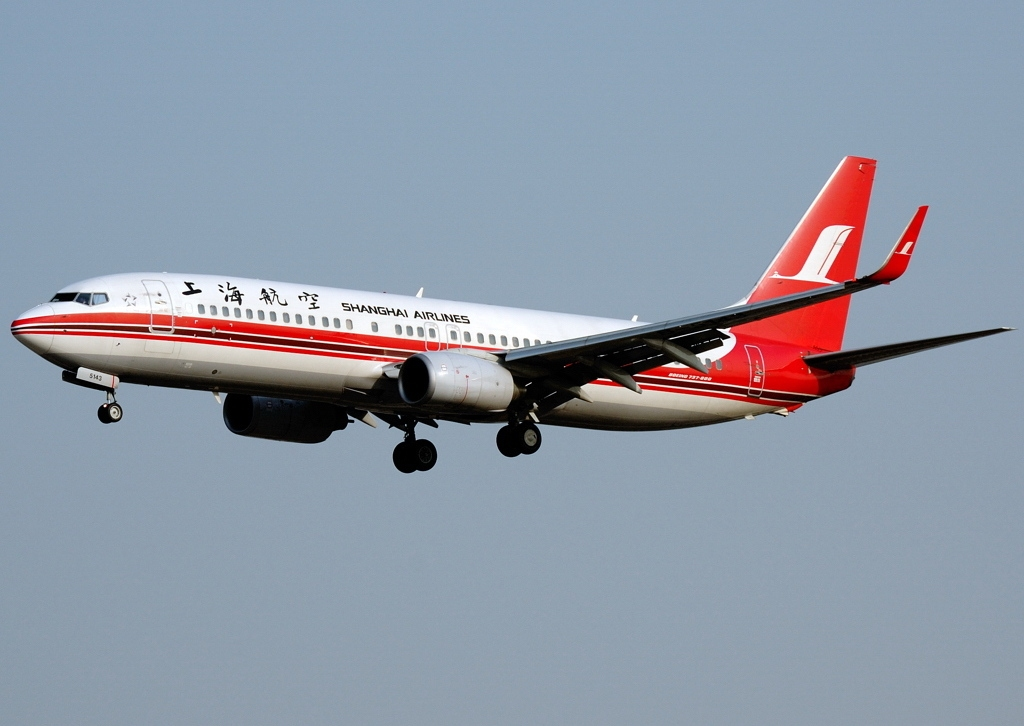
Boeing 737-800 der Shanghai Airlines

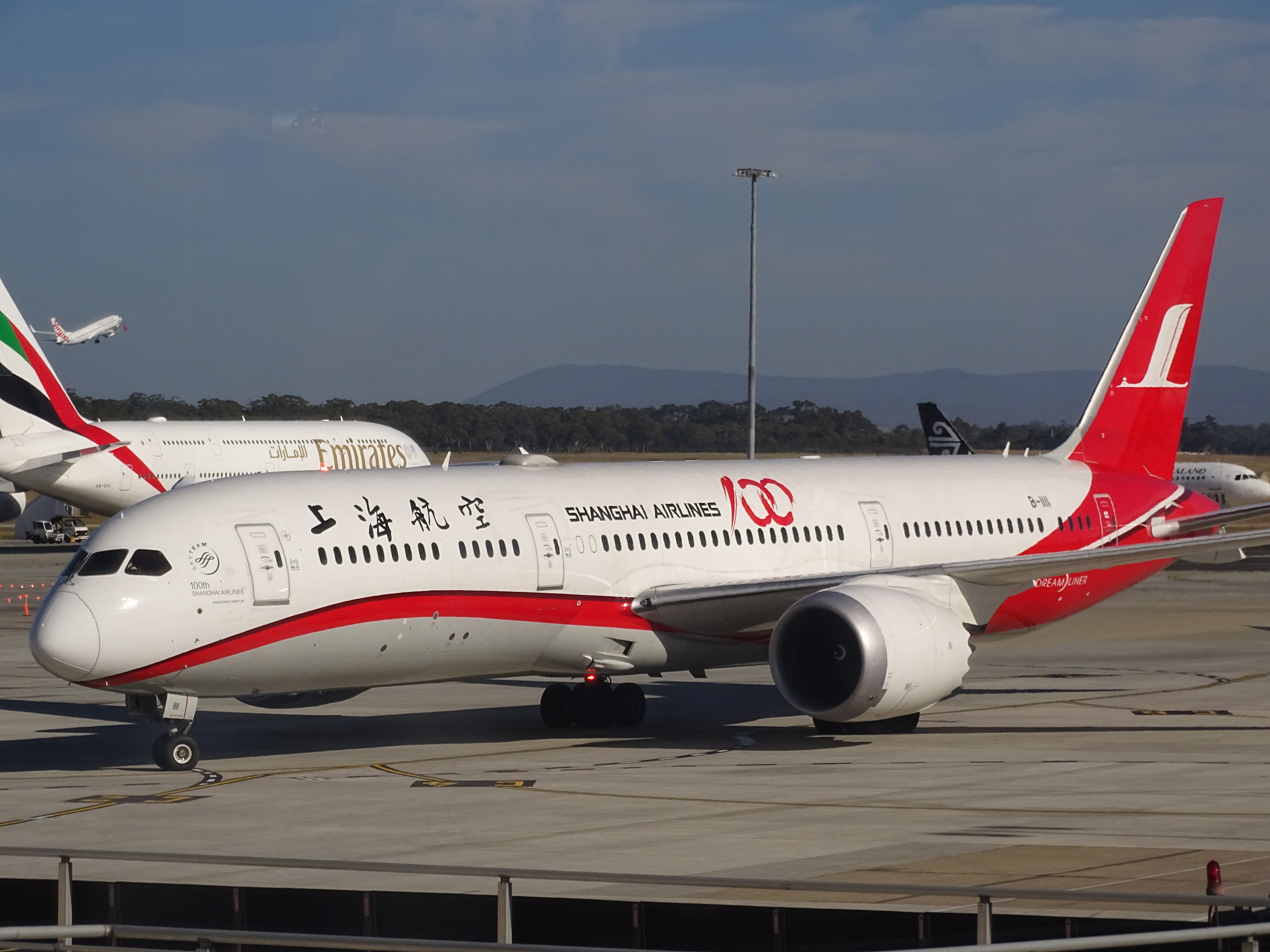
Boeing 787-9 der Shanghai Airlines

Mit Stand Februar 2024 besteht die Flotte der Shanghai Airlines aus 86 Flugzeugen mit einem Durchschnittsalter von 9,2 Jahren:
| Flugzeugtyp      | Anzahl | bestellt | Anmerkungen               | Sitzplätze | Durchschnittsalter (Februar 2024) |
| ---------------- | ------ | -------- | ------------------------- | ---------- | --------------------------------- |
| Boeing 737-700   | 04     |          | mit Winglets ausgestattet | 128        | 13,4 Jahre                        |
| Boeing 737-800   | 64     |          | mit Winglets ausgestattet | 162 - 176  | 10,0 Jahre                        |
| Boeing 737 Max 8 | 11     | 11       |                           | 176        | 5,7 Jahre                         |
| Boeing 787-9     | 07     | 03       |                           | 285        | 5,0 Jahre                         |
| Comac C909-700   |        | 05       |                           | - offen -  |                                   |
| Gesamt           | 86     | 19       |                           |            | 9,2 Jahre                         |

### Ehemalige Flugzeugtypen

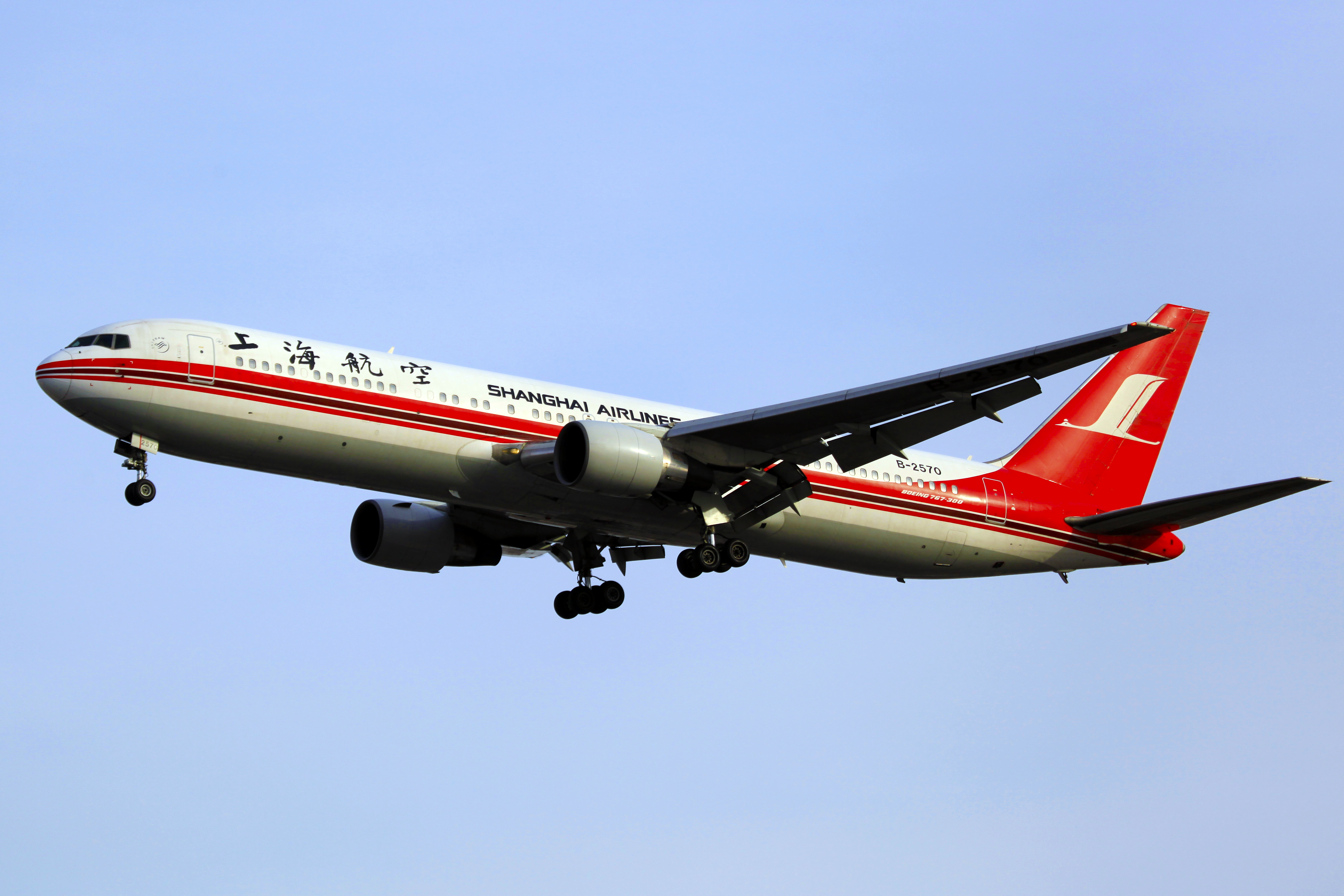
Boeing 767-300 der Shanghai Airlines

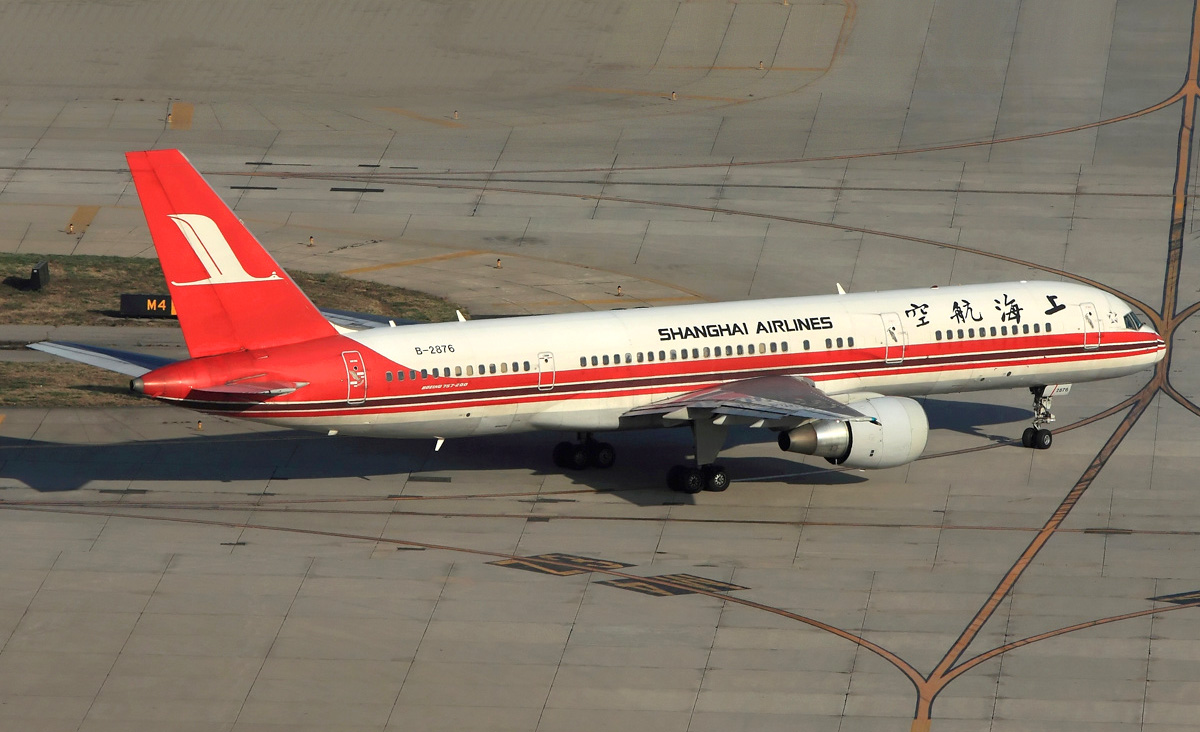
Boeing 757-200 der Shanghai Airlines

In der Vergangenheit setzte Shanghai Airlines auch folgende Flugzeugtypen ein:
- Airbus A321-200
- Airbus A330-200/300
- Boeing 737-300
- Boeing 757-200
- Boeing 767-300
- Bombardier CRJ-200
- Mc Donnell Douglas MD-11

Die früheren Frachtflugzeuge der ehemaligen Shanghai Airlines Cargo wurden im Frühjahr 2011 in die Flotte des neuen Eigentümers China Cargo Airlines integriert.